# Ярив, Аарон
Аарон Ярив (Рабинович, ивр. אהרן יריב‎;
20 декабря 1920, Москва — 7 мая 1994, Кфар-Сава) — израильский военный и государственный деятель. В ходе военной карьеры был первым начальником командно-штабного колледжа ЦАХАЛа (ПУМ), начальником штаба Центрального военного округа, командиром бригады «Голани», а с 1964 по 1972 год начальником Управления военной разведки (АМАН), сыграв заметную роль в подготовке Шестидневной войны. После завершения военной службы — советник премьер-министра по борьбе с террором, затем член кнессета от блока «Маарах», министр транспорта и министр информации Израиля. В этот период стал одним из соавторов «формулы Ярива—Шем-Това», перечисляющей условия для переговоров Израиля с палестинцами. Оставив государственные посты в 1975 году, спустя два года создал и до самой смерти возглавлял Центр стратегических исследований при Тель-Авивском университете.

## Биография

### Юность и военная служба
Арон (Гарри) Рабинович родился в Москве в 1920 году в семье врача Хаймана Рабиновича, выходца из Латвии. Вскоре после этого семья Рабиновичей перебралась в Берлин, а оттуда, когда Арону было четыре года, в Латвию. В 1935 году они покинули Латвию, которую захлестнула волна антисемитизма, и иммигрировали в Палестину. Отец не сумел адаптироваться в новой стране и вскоре развёлся и вернулся в Латвию, где погиб во время Холокоста. Его жена умерла вскоре после его отъезда. Арон, оставшийся сиротой, учился в сельскохозяйственной школе в Пардес-Хане, а по её окончании присоединился к кибуцу Гева. В эти годы, в отсутствие родителей, забота о нём легла на плечи старшего брата — Гутмана Рабиновича, в будущем директора газеты «Маарив» и отца профессора Итамара Рабиновича (посла Израиля в США).
В 19 лет вступил в ряды «Хаганы» — вооружённой самообороны еврейского ишува. После начала Второй мировой войны проходил службу в британских вооружённых силах, где дослужился до звания капитана. Участвовал в освобождении заключённых нацистских концентрационных лагерей в Европе, часть времени службы провёл в Еврейской бригаде.
В 1947 году вернулся в «Хагану», где был адъютантом Яакова Дори — в дальнейшем первого начальника Генштаба ЦАХАЛа. После провозглашения независимости Государства Израиль был назначен вначале заместителем командира батальона в бригаде «Александрони», а затем командиром батальона в бригаде «Кармели». Принимал участие в боях на севере страны, в том числе во взятии Назарета.
В 1950-е годы Аарон Ярив возглавлял отдел в Оперативном управлении Генерального штаба, после чего ему было поручено руководить созданием Командно-штабного колледжа ЦАХАЛа. После создания Ярив стал первым начальником этого колледжа, в задачи которого входила подготовка высших командных кадров израильских вооружённых сил. На этом посту он оставался с 1954 по 1956 год, а в 1957 году был назначен начальником штаба Центрального военного округа Израиля. В дальнейшем Ярив был направлен за границу в качестве военного атташе — сначала в США, а затем в Канаду.
Вернувшись в Израиль, Ярив в 1960—1961 годах командовал бригадой «Голани». После этого он выполнял обязанности специального помощника двух начальников Управления военной разведки (АМАН) — Хаима Герцога, а затем Меира Амита — и в 1964 году сам возглавил АМАН. На этой должности он оставался до 1972 года, когда вышел в отставку в звании алуфа (генерал-майора). Внимание Ярива к деталям, его постоянная работа над совершенствованием методов сбора информации и понимание его ключевой роли в современной войне стали залогом того, что в Шестидневную войну Израиль вступил, располагая самыми полными и подробными сведениями о противнике. Это привело к быстрому и решительному успеху начиная с первых ударов по египетским авиабазам, и по мнению бригадного генерала Амоса Гильбоа, выпустившего в 2013 году биографию Ярива, именно успешной работе разведки Израиль обязан триумфальной победой. Благодаря этим успехам Ярив впоследствии был известен как «мистер Разведка» (ивр. מר מודיעין‎ — «мар Модиин»).

### Дальнейшая карьера
После увольнения Ярив занял должность советника премьер-министра Голды Меир по борьбе с терроризмом и в этом качестве был одним из инициаторов операции «Гнев Божий», в рамках которой сотрудники «Моссада» уничтожили ряд палестинцев, ответственных за убийство израильских спортсменов на мюнхенской Олимпиаде. Когда началась война Судного дня, выяснилось, что преемник Ярива на посту руководителя АМАНа, Эли Зеира, последовательно игнорировал накануне её начала информацию, указывающую на подготовку арабских стран к нападению на Израиль. Израильское правительство обратилось к авторитету Ярива, назначив его специальным советником начальника Генерального штаба. После первых, особенно неудачных для Израиля, дней войны он дал пресс-конференцию, на которой признал, что правительство недостаточно серьёзно отнеслось к вероятности нападения, но подчеркнул, что развитие событий даёт основание для «осторожного оптимизма». Вскоре последовал десант израильских войск через Суэцкий канал и попадание в котёл египетской армии; в этот момент именно Яриву было доверено вести переговоры о прекращении огня с начальником египетского Генерального штаба.
На выборах в кнессет в 1973 году Ярив стал депутатом от блока «Маарах» и министром в недолговечном правительстве Голды Меир, возглавив министерство транспорта. После того, как Меир сменил на посту премьер-министра Ицхак Рабин, в новом правительстве Яриву достался пост министра информации. В это время он и министр здравоохранения Виктор Шем-Тов подготовили меморандум, в котором были сформулированы принципы, на которых Израиль может вести переговоры о мире с палестинцами. Согласно «формуле Ярива—Шем-Това» для переговоров с Израилем палестинцы должны вначале признать его право на существование и отказаться от террористической деятельности. Однако в это время такая позиция не нашла понимания у других членов правительства, и уже в феврале 1975 года Ярив подал в отставку с министерского поста. Незадолго до парламентских выборов 1977 года он оставил и депутатский пост, присоединившись к «Демократическому движению за перемены». Позже он вернулся в «Маарах», но активной политической карьеры уже не делал. В 1977 году он инициировал создание Центра стратегических исследований им. Яффе при Тель-Авивском университете и руководил им до самой своей смерти в 1994 году.

## Образ Аарона Ярива в кино
- «Мюнхен» / «Munich» (Франция, Канада, США; 2005) режиссёр Стивен Спилберг, в роли генерала Ярива — Амос Лави.